# Frank Bogert
Frank Bogert (1 de enero de 1910, Mesa, Colorado - 22 de marzo de 2009 Palm Springs, California) fue un actor y locutor de rodeo que fue elegido alcalde de Palm Springs, California, Estados Unidos.
Bogert llegó a Palm Springs en 1927, haciéndose primer director de la cámara de comercio de la ciudad en 1939. 
En 1958, Bogert fue elegido al Ayuntamiento de Palm Springs, haciéndose alcalde poco tiempo después, por ocho años. Fue elegido para la misma posición para dos más mandatos de dos años en 1982.
Bogert trabajó estrechamente con Gene Autry para traer Los Angeles Angels of Anaheim a Palm Springs para entrenarlos durante la primavera. Después, publicó un libro, Palm Springs' First 100 Years (Los Primeros 100 Años de Palm Springs), un favorito de Bob Hope, quien vivía en la región.
Una estatua de Bogert a caballo está en frente del Ayuntamiento.